# Deborah Birx

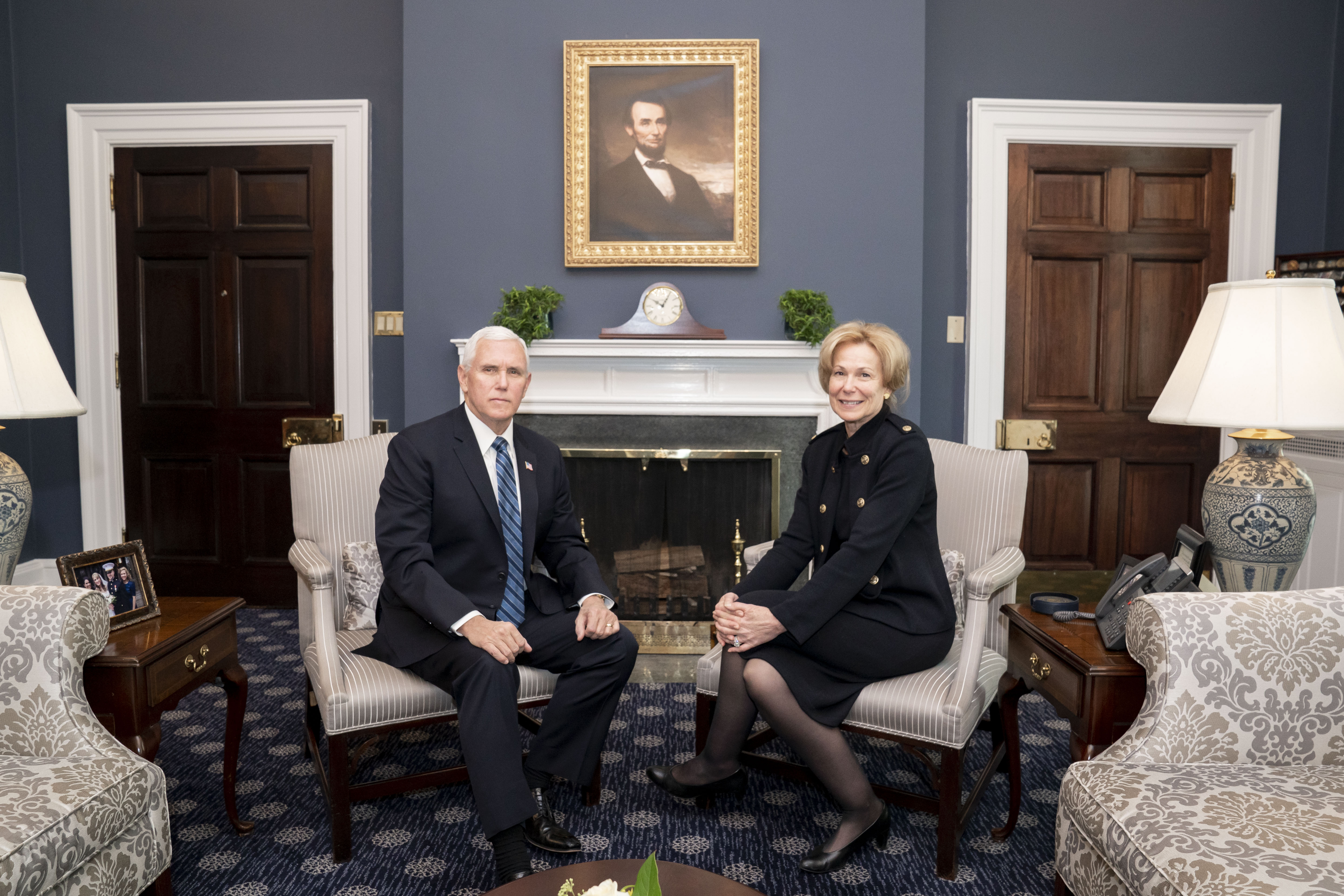
Birx với Phó Tổng thống Mike Pence vào tháng 3 năm 2020

Deborah Leah Birx (sinh ngày 4 tháng 4 năm 1956) là một bác sĩ và nhà ngoại giao người Mỹ chuyên về miễn dịch HIV/AIDS nghiên cứu vắc-xin và y tế toàn cầu. Kể từ tháng 3 năm 2020, Birx đóng vai trò là Điều phối viên về việc ứng phó COVID-19 trong Đội phản ứng COVID-19 của Nhà Trắng của chính quyền Trump. Từ năm 2014 đến 2020, Birx từng là Điều phối viên AIDS toàn cầu của Hoa Kỳ và Đại sứ lưu động, nơi bà chịu trách nhiệm về chương trình Kế hoạch khẩn cấp của Tổng thống về cứu trợ AIDS (PEPFAR) tại 65 quốc gia hỗ trợ các chương trình phòng chống và điều trị HIV/AIDS.

## Xuất thân và giáo dục
Birx chào đời tại Pennsylvania. Bà là con gái của Donald Birx, một nhà toán học và kỹ sư điện, và Adele Sparks Birx, một giảng viên điều dưỡng. Birx và gia đình bà sống ở Quận Lancaster, Pennsylvania, trong nhiều năm đầu đời, nơi bà theo học tại Học khu Lampeter-Strasburg, bao gồm Trường Trung học Lampeter-Strasburg. Dự án khoa học năm thứ nhất của Birx, được trưng bày năm 1971 tại Hội chợ Khoa học Thành phố Lancaster, tập trung vào cổ thực vật học. Năm sau, Birx, khi đó là học sinh năm hai trung học, đã đứng thứ ba tại cùng Hội chợ Khoa học Lancaster qua một cuộc triển lãm chuyên sâu hơn về cổ thực vật học và đá. Trong một cuộc phỏng vấn năm 1972 với tờ Lancaster New Era, Birx đã giải thích mối quan tâm của cô đối với chủ đề của dự án, nói, "Tôi đồng ý lịch sử có thể không giúp bạn dự đoán tương lai, vì vậy đó là lý do tại sao tôi thích đá. Chúng kiên định hơn mọi người tưởng."
Gia đình của Birx sau đó chuyển đến Carlisle, Pennsylvania, đây là nơi bà tốt nghiệp Trường Trung học Carlisle.
Năm 1976, Birx nhận bằng Cử nhân hóa học tại Trường Đại học Houghton. In Năm 1980, Birx lấy được bằng Bác sĩ y khoa từ Trung tâm Y tế Hershey, Đại học Tiểu bang Pennsylvania.

## Sự nghiệp
Từ năm 1980 đến 1994, Birx từng là một sĩ quan dự bị tại ngũ trong Lục quân Hoa Kỳ. Từ năm 1994 đến 2008, Birx là quân nhân chính quy tại ngũ, đạt cấp bậc Đại tá.
Từ năm 1980 đến 1989, Birx làm bác sĩ tại Trung tâm Y tế Lục quân Walter Reed. Năm 1981, Birx hoàn thành một năm thực tập và làm bác sĩ nội trú hai năm trong ngành nội khoa. Từ năm 1983 đến năm 1986, bà hoàn thành hai học bổng về miễn dịch lâm sàng trong các lĩnh vực dị ứng và chẩn đoán, thường làm việc trong phòng thí nghiệm của Anthony Fauci. Từ năm 1985 đến năm 1989, Birx là trợ lý giám đốc Cơ quan Dị ứng/Miễn dịch học Walter Reed. Birx bắt đầu sự nghiệp với tư cách là bác sĩ lâm sàng về miễn dịch học, cuối cùng tập trung vào nghiên cứu vắc-xin HIV/AIDS.
Từ năm 1986 đến 1989, Birx làm việc tại Viện Y tế Quốc gia với tư cách là một nhà điều tra chuyên về miễn dịch tế bào.
Birx trở lại Walter Reed, nơi từ năm 1989 đến năm 1995, bà làm việc tại Khoa Nghiên cứu Retrovirus, đầu tiên là trợ lý trưởng và sau đó là trưởng phòng. Bà là giám đốc phòng thí nghiệm phát triển vắc-xin HIV-1 trong một năm. Birx trở thành Giám đốc Chương trình Nghiên cứu HIV Lục quân Hoa Kỳ tại Viện Nghiên cứu Lục quân Walter Reed, một vị trí mà bà đã giữ trong chín năm, từ 1996 đến 2005. Ở vị trí đó, Birx đã lãnh đạo thử nghiệm lâm sàng vắc-xin HIV RV 144, bằng chứng hỗ trợ đầu tiên về bất kỳ loại vắc-xin nào có hiệu quả trong việc giảm nguy cơ nhiễm HIV.

### Trung tâm Kiểm soát và Phòng ngừa Dịch bệnh Mỹ
Từ năm 2005 đến 2014, Birx từng là giám đốc ban HIV/AIDS toàn cầu (DGHA) của Trung tâm Kiểm soát và Phòng ngừa Dịch bệnh Mỹ, một phần của Trung tâm Y tế Toàn cầu của cơ quan này.

### Kế hoạch khẩn cấp của Tổng thống về cứu trợ AIDS
Vào tháng 1 năm 2014, Tổng thống Barack Obama đã đề cử Birx làm Đại sứ lưu động và Điều phối viên AIDS Toàn cầu của Hoa Kỳ trong khuôn khổ chương trình Kế hoạch khẩn cấp của Tổng thống về cứu trợ AIDS (PEPFAR).
Ngày 4 tháng 4 năm 2014, Birx được Thượng viện phê chuẩn chức danh này. Bà mô tả vai trò của mình với tư cách là đại sứ giúp đáp ứng các mục tiêu phòng ngừa và điều trị HIV do Obama đặt ra vào năm 2015 nhằm chấm dứt đại dịch AIDS vào năm 2030. Vai trò của bà là tập trung vào các lĩnh vực miễn dịch HIV/AIDS, nghiên cứu vắc-xin và các vấn đề y tế toàn cầu xung quanh HIV/AIDS. Là một phần trong công việc của mình với công tác phòng chống HIV, Birx đã tạo ra một chương trình có tên DREAMS (Determined, Resilient, Empowered, AIDS-free, Mentored and Safe), một quan hệ đối tác công-tư tập trung vào việc làm giảm tỷ lệ lây nhiễm trong dân số ở độ tuổi vị thành niên.

### Đội phản ứng COVID-19 của Nhà Trắng
Ngày 27 tháng 2 năm 2020, Phó Tổng thống Mike Pence đã bổ nhiệm Birx vào vị trí Điều phối viên về việc ứng phó COVID-19 của Nhà Trắng. Là một phần của chức vụ này, Birx đứng ra báo cáo với Pence về Đội phản ứng COVID-19 của Nhà Trắng.
Ngày 26 tháng 3 năm 2020, Birx đã tìm cách trấn an người Mỹ trong một cuộc họp báo rằng "không có tình huống nào ở Mỹ bảo đảm rằng cuộc thảo luận đó [máy thở hoặc giường bệnh viện ICU có thể bị hạn chế]... Bạn có thể nghĩ về điều đó... nhưng nói điều đó với người dân Mỹ, để ngụ ý rằng khi họ cần giường bệnh viện, nó sẽ không ở đó, hoặc khi họ cần máy thở, nó sẽ không ở đó, chúng tôi không có bằng chứng ngay bây giờ."

## Đời tư
Birx sống với bố mẹ, chồng và một trong những gia đình của con gái mình trong một ngôi nhà nhiều thế hệ.

## Hội viên
- Tháng 3 năm 2020: Quỹ toàn cầu chống AIDS, Lao và Sốt rét, Thành viên Hội đồng[20]

## Giải thưởng và huân huy chương
- 1989: Bộ Quốc phòng Hoa Kỳ, Quân công Bội tinh[21]
- 1991: Bộ Quốc phòng Hoa Kỳ, Huân chương Công trạng, vắc-xin gp160 tái tổ hợp[22]
- 2008: Ban Điều hành Liên bang, Nhà Quản lý Xuất sắc
- 2011: Hội Y học Phòng thí nghiệm châu Phi, Giải thưởng Thành tựu Trọn đời ASLM[23]
- 2014: Trung tâm Kiểm soát và Phòng ngừa Dịch bệnh Mỹ, Huân chương Xuất sắc William C. Watson, Jr.[9]

## Tác phẩm và ấn phẩm chọn lọc
- Birx DL, Redfield RR, Tosato G (ngày 3 tháng 4 năm 1986). "Defective Regulation of Epstein–Barr Virus Infection in Patients with Acquired Immunodeficiency Syndrome (AIDS) or AIDS-Related Disorders". New England Journal of Medicine. Quyển 314 số 14. tr. 874–879. doi:10.1056/NEJM198604033141403. PMID 3005862. Bản mẫu:Wikidata+icon
- Redfield RR, Birx DL, Ketter N, Tramont E, Polonis V, Davis C, Brundage JF, Smith G, Johnson S, Fowler A (ngày 13 tháng 6 năm 1991). "A Phase I Evaluation of the Safety and Immunogenicity of Vaccination with Recombinant gp160 in Patients with Early Human Immunodeficiency Virus Infection". New England Journal of Medicine. Quyển 324 số 24. tr. 1677–1684. doi:10.1056/NEJM199106133242401. PMID 1674589. Bản mẫu:Wikidata+icon
- Wolfe ND, Heneine W, Carr JK, Garcia AD, Shanmugam V, Tamoufe U, Torimiro JN, Prosser AT, Lebreton M, Mpoudi-Ngole E, McCutchan FE, Birx DL, Folks TM, Burke DS, Switzer WM (ngày 23 tháng 5 năm 2005). "Emergence of unique primate T-lymphotropic viruses among central African bushmeat hunters". Proceedings of the National Academy of Sciences. Quyển 102 số 22. tr. 7994–7999. doi:10.1073/pnas.0501734102. PMID 15911757. Bản mẫu:Wikidata+icon
- Rerks-Ngarm, Supachai; Pitisuttithum, Punnee; Nitayaphan, Sorachai; Kaewkungwal, Jaranit; Chiu, Joseph; Paris, Robert; Premsri, Nakorn; Namwat, Chawetsan; de Souza, Mark; Adams, Elizabeth; Benenson, Michael; Gurunathan, Sanjay; Tartaglia, Jim; McNeil, John G.; Francis, Donald P.; Stablein, Donald; Birx, Deborah L.; Chunsuttiwat, Supamit; Khamboonruang, Chirasak; Thongcharoen, Prasert; Robb, Merlin L.; Michael, Nelson L.; Kunasol, Prayura; Kim, Jerome H. (ngày 3 tháng 12 năm 2009). "Vaccination with ALVAC and AIDSVAX to Prevent HIV-1 Infection in Thailand". New England Journal of Medicine. Quyển 361 số 23. tr. 2209–2220. doi:10.1056/NEJMoa0908492. PMID 19843557. Bản mẫu:Wikidata+icon
- Abdool Karim Q, Baxter C, Birx D (tháng 5 năm 2017). "Prevention of HIV in Adolescent Girls and Young Women". JAIDS Journal of Acquired Immune Deficiency Syndromes. Quyển 75. tr. S17 – S26. doi:10.1097/QAI.0000000000001316. PMID 28398993.{{Chú thích tạp chí}}:  Quản lý CS1: nhiều tên: danh sách tác giả (liên kết) Bản mẫu:Wikidata+icon
- Raizes E, Hader S, Birx D (ngày 15 tháng 11 năm 2017). "The US President's Emergency Plan for AIDS Relief (PEPFAR) and HIV Drug Resistance: Mitigating Risk, Monitoring Impact". The Journal of Infectious Diseases. Quyển 216 số suppl_9. tr. S805 – S807. doi:10.1093/infdis/jix432.
- Nkengasong JN, Mbopi-Keou FX, Peeling RW, Yao K, Zeh CE, Schneidman M, Gadde R, Abimiku A, Onyebujoh P, Birx D, Hader S (tháng 11 năm 2018). "Laboratory medicine in Africa since 2008: then, now, and the future". The Lancet Infectious Diseases. Quyển 18 số 11. tr. e362 – e367. doi:10.1016/S1473-3099(18)30120-8. PMID 29980383. Bản mẫu:Wikidata+icon